# Museo del Sevilla Fútbol Club
El Museo del Sevilla Fútbol Club, oficialmente denominado Sevilla FC History Experience, es un museo situado en las instalaciones del Estadio Ramón Sánchez-Pizjuán, en Sevilla. En su interior se exhiben numerosos enseres relacionados con la historia de la entidad, desde su fundación en 1890 hasta nuestros días, incluyendo una gran cantidad de trofeos, documentos, camisetas, banderines, etc.
El Museo del Sevilla Fútbol Club es miembro de la Asociación Internacional de Museos Deportivos (ISMA), a la que también pertenecen los museos de otros importantes clubes, como el Flamengo, Boca Juniors, River Plate, Fiorentina, San Francisco Giants, Benfica, etc.
En 2019 fue considerado uno de los 10 principales enclaves turísticos a visitar en Sevilla.A lo largo de la temporada 2023/24, el museo registró un total de 77.000 visitantes, logrando así su mejor registro histórico.

## Historia

### Antecedentes
A lo largo de sus más de 130 años de existencia, el Sevilla FC ha logrado atesorar y conservar un valioso patrimonio histórico. En el pasado, una pequeña parte de dicho patrimonio, fundamentalmente los trofeos, ha sido objeto de exposición en diferentes dependencias de la entidad sevillista, destacando la antigua sede de su secretaría en la calle Harinas y la antigua sala de trofeos en el propio estadio de Nervión.
En 2005, coincidiendo con el centenario de la culminación del proceso registral de la entidad, el Sevilla FC organizó la exposición temporal “100 x CIEN SEVILLA”, en el Monasterio de San Clemente. Tras su clausura, parte del contenido fue expuesto en el Estadio Ramón Sánchez-Pizjuán durante algún tiempo.
En abril de 2013, el Sevilla FC volvió a organizar una nueva exposición temporal de carácter histórico. En esta ocasión, el motivo principal fue el centenario de la inauguración del Campo del Mercantil, donde la entidad disputó sus encuentros entre 1913 y 1918. Como sede de la exposición se eligieron las instalaciones del Círculo Mercantil e Industrial de Sevilla, entidad estrechamente ligada al Sevilla FC desde su fundación en 1890.
En 2015 se inauguró la exposición temporal “1890: los orígenes del Sevilla FC”. En esta ocasión, la muestra se celebró en la antigua sala de trofeos de la entidad, que fue totalmente remodelada para ser la futura primera sala del actual museo del club. La exposición, a cuya inauguración acudieron diversas personalidades, sirvió para festejar el CXXV aniversario de la entidad y repasar su fundación y primeros años de vida.

### Sevilla FC History Experience

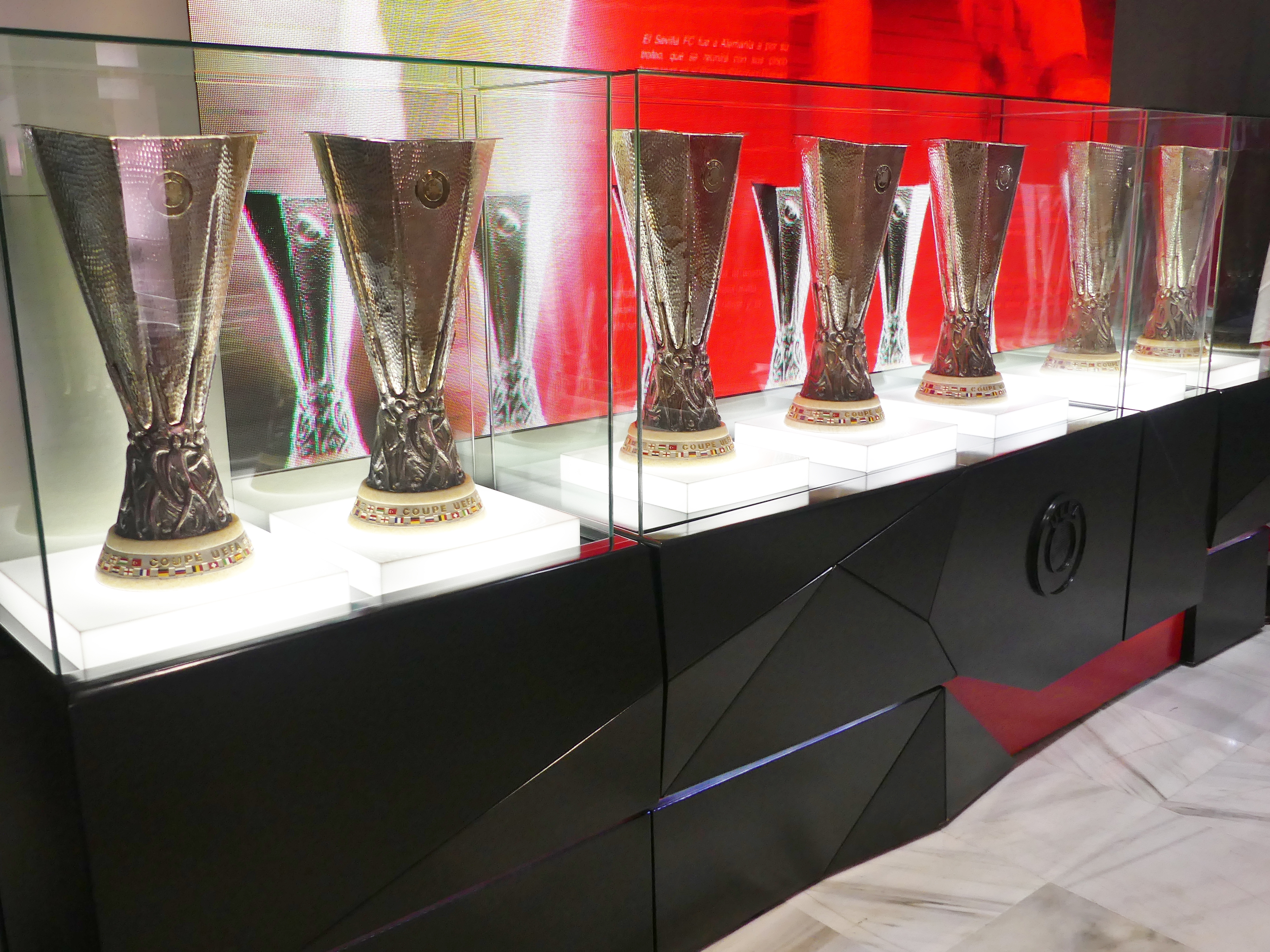
Las siete copas de la Liga Europa de la UEFA ganadas por el club.

El actual museo sevillista fue inaugurado el 7 de septiembre de 2018, coincidiendo con el LX aniversario del Estadio Ramón Sánchez-Pizjuán. Al acto de inauguración, que tuvo lugar bajo la presidencia de José Castro Carmona, asistieron el entonces presidente de la Real Federación Andaluza, Eduardo Herrera, y el consejero de Cultura de la Junta de Andalucía, Miguel Ángel Vázquez, además de numerosos personajes relacionados con la historia del club de Nervión, como su III Dorsal de Leyenda, Marcelo Campanal.
El museo tiene una superficie total de 1.100 m2 divididos en varias salas, que ofrecen un recorrido por orden cronológico a lo largo de la historia del club, desde 1890 hasta nuestros días. Además de los numerosos trofeos expuestos, que incluyen las siete copas de la UEFA Europa League ganadas por la entidad, la Liga, las Copas de Andalucía o las Copas de Rey, del Generalísimo y de la República, se exhiben también multitud de documentos históricos, camisetas y enseres relacionados con jugadores legendarios, como Maradona, Polster o Marcelo Campanal, maquetas de los diferentes estadios que ha tenido el club, etc. El museo cuenta también con numerosos paneles y pantallas interactivas.
En sus primeros meses, el Museo del Sevilla FC recibió unas 20.000 visitas. Desde entonces, se ha consolidado como uno de los enclaves turísticos de la ciudad, recibiendo a miles de visitantes cada año. En 2019 fue considerado uno de los 10 principales enclaves a visitar en Sevilla.

## Exposiciones temporales
Desde su inauguración, el Museo del Sevilla FC ha organizado diversas exposiciones temporales.
- Exposición temporal sobre los Reyes Magos y el Sevilla Fútbol Club.[8]
- Exposición temporal sobre el centenario del actual escudo del Sevilla Fútbol Club.[9]
- Exposición temporal sobre el Campeonato de España - Copa Presidente de la República de 1935.[10]
- Exposición temporal sobre Silvio Fernández Melgarejo.[11]
- Exposición temporal sobre Juan Arza.[12]
- Exposición temporal sobre Jesús Navas.[13]

## Visitantes ilustres
Desde que en 2015 se inaugurase la primera sala del futuro Museo del Sevilla FC, sus instalaciones han contado con la visita de numerosas personalidades, entre las que destacan:
- Ángel María Villar, presidente de la RFEF.[14]
- Guillermo Serpa, presidente de Millonarios FC.[15]
- Luis Rubiales, presidente de la RFEF.[16]
- Eduardo Herrera, presidente de la RFAF.[17]
- Javier Imbroda, conejero de Educación y Deporte de la Junta de Andalucía.[18]
- Juan Manuel Moreno Bonilla, presidente de la Junta de Andalucía.[18]
- Pablo Lozano, presidente de la RFAF.[19]
- Anatoli Karpov, campeón del mundo de ajedrez.[20]
- Martín Fiz, campeón de Europa y del mundo de maratón.[21]
- Abel Antón, bicampeón del mundo de maratón.[21]
- Miguel Ángel Rodríguez, 'El Sevilla'.[11]

## Cómo llegar
- Metro: Línea 1, parada Nervión
- Autobús: líneas 5, 22, 24, 27, 28, 29, 32, 52, C1, C2[22]
- Tranvía (Metrocentro): Línea T1[22]